# Myiothlypis fraseri
Myiothlypis fraseri là một loài chim trong họ Parulidae.